# Teucholabis (Teucholabis) lais
Teucholabis (Teucholabis) lais is een tweevleugelige uit de familie steltmuggen (Limoniidae). De soort komt voor in het Neotropisch gebied.